# ويلسون كيبكيتير
ويلسون كيبكيتير (بالإنجليزية: Wilson Kosgei Kipketer) (ولد 12 ديسمبر 1972 - كامبشوميو، كينيا) هو عداء مسافات متوسطة دنماركي، وهو حاليًا هو صاحب لقب ثاني أسرع عداء 800 متر في التاريخ بدقيقة و41.11 ثانية، وكان في التسعينيات صاحب اللقب الأول، وقد حطّم رقمه القياسي مرتين في عام 1997. حاز على الميدالية الذهبية في ثلاث دورات متتالية من بطولة العالم لألعاب القوى بدايةً من 1995. وحاز على الميدالية الفضية في الألعاب الأولمبية الصيفية 2000 والميدالية البرونزية في الألعاب الأولمبية الصيفية 2004.
لم يتمكن أي عداء تحطيم رقمه القياسي لمسافة 800 متر لما يقرب من 13 سنة، وفقط، في أغسطس 2010، حطمه الكيني ديفيد روديشا بفارق 0.02 ثانية.
أعلن كيبكيتير اعتزاله في أغسطس 2005.

## حياته ومسيرته
ولد كيبكيتير في قرية كابتشيموياو في كينيا وهو من قبيلة ناندي. وفي سنوات مراهقته، لاحظ قدرته في الركض البطل الأولمبي كيبتشوج كينو، واقترح أن ينضم كيبكيتير لمدرسة القديس باتريك الثانوية الكاثوليكية في قرية إيتين، والتي كانت معروفة بتدريبها لصغار العدائين، ودرّبه وقتها كولم أو كونويل، وهو نفس المدرب الذي درب ديفيد روديشا، الذي استطاع لاحقًا تحطيم الرقم القيسي لكيبكيتير. وفي عام 1990، سافر كيبكيتير إلى الدنمارك كطالب تبادل ودرس الهندسة الإلكترونية، ومن ثمّ قدم طلبًا للحصول على الجنسية الدنماركية. وكان يشارك وقتها في منافسات ركض مختلفة، لكنه لفت الأنظار في 1994 عندما فاز في 16 من أصل 18 منافسة لسباق 800 متر، واستطاع تحقيق الرقم الثاني عالميًا وهو دقيقة و43.29 ثانية، وتم تصنيفه العداء الأفضل في العالم من قبل مجلة تراك آند فيلد الأمريكية. وفي السنة التالية، فاز بعشر منافسات من أصل 12. ومثّل دولة الدنمارك في بطولة العالم لألعاب القوى 1995 في غوتنبرغ والتي اقتنص فيها الميدالية الذهبية، وهي الوحيدة التي فازت بها الدنمارك في البطولة.
لم يكن كيبكيتير حاصلاً على الجنسية الدنماركية الكاملة، وبسبب ذلك، لم تقبل اللجنة الأولمبية مشاركته في الألعاب الأولمبية الصيفية 1996 في أتلاتنا. وبالرغم من غيابه عن المشاركة، فقد تخطى فيما بعد كل الحاصلين على الميداليات في الأولمبياد، وفي نهاية الموسم استطاع تحقيق رقم قياسي شخصي جديد في منافسة في رييتي وهو دقيقة و41.83 ثانية، وهو أسرع وقت حققه عداء منذ 12 سنة وبفارق 0.01 ثانية فقط عن الرقم القياسي التاريخي.
في 1997، وفي ذروة مسيرته، فاز في شهر مارس بالميدالية الذهبية لسباق 800 متر في بطولة العالم لألعاب القوى داخل الصالات 1997 في باريس.
في الثامن من أغسطس، وخلال مشاركته في بطولة العالم لألعاب القوى 1997 في الملعب الأولمبي في أثينا، استطاع أن يثبت تفوقه منهيًا ال 200 متر الأولى في السباق في 23.47 ثانية، ودافع عن لقبه الذي حازه في الدورة السابقة. وفي الموسم التالي، أصيب بالملاريا خلال زيارته لموطنه الأصلي كينيا ولم يشارك في أي سباقات لست أشهر، ليعود في صيف 1998 ويشارك في أكثر من سباق، ومن ثم يحصل على المركز الثاني في بطولة العالم لألعاب القوى داخل الصالات 1999 وعلى الميدالية الذهبية للمرة الثالثة على التوالي في بطولة العالم لألعاب القوى 1999 في إشبيلية.
في عام 2000 حطم الرقم القياسي العالمي لسباق ال 1000 متر داخل الصالات بوقت 2:14:96. وفي الألعاب الأولمبية الصيفية 2000 في سيدني، تمكن من الحصول على الميدالية الفضية، متأخرًا بـ 0.06 ثانية عن نيلز شومان في سباق ال 800 متر.

## وصلات خارجية
- ويلسون كيبكيتير على موقع الاتحاد الدولي لألعاب القوى (الإنجليزية)
- ويلسون كيبكيتير على موقع الاتحاد الأوروبي لألعاب القوى (الإنجليزية)
- ويلسون كيبكيتير على موقع اللجنة الأولمبية الدولية (الإنجليزية)
- ويلسون كيبكيتير على موقع أوليمبيديا (الإنجليزية)
- (بالإنجليزية) صفحة ويلسون كيبكيتير على موقع الاتحاد الدولي
- (بالفرنسية) صفحة ويلسون كيبكيتير على موقع «l'Équipe»